# Wincenty Strohe
Wincenty Erwin de Strohe (ur. 14 października 1888, zm. ?) – major żandarmerii i piechoty Wojska Polskiego, polski kolaborant i Reichsdeutsch w czasie II wojny światowej.

## Życiorys
Wincenty Erwin de Strohe urodził się 14 października 1888 roku. W 1907 roku rozpoczął służbę w 32 pułku piechoty Obrony Krajowej w Nowym Sączu. Początkowo w tymczasowej randze podporucznika (niem. rang seinerzeit). W następnym roku został mianowany podporucznikiem (niem. Leutnant) ze starszeństwem z 1 listopada 1908 roku. Na porucznika (niem. Oberleutnant) został awansowany ze starszeństwem z 1 listopada 1912 roku. W 1913 roku pełnił służbę na stanowisku komendanta oddziału karabinów maszynowych II batalionu 32 pp OK. W latach 1916–1918 pełnił służbę w 32 pułku strzelców dowodzonym przez pułkownika Karola Schuberta.
Po odzyskaniu przez Polskę niepodległości w Wojsku Polskim. Pełnił służbę w 8 dywizjonie żandarmerii w Toruniu. Od 1923 roku na stanowisku zastępcy dowódcy dywizjonu. 3 maja 1922 roku został zweryfikowany w stopniu majora ze starszeństwem z dniem 1 czerwca 1919 roku i 10. lokatą w korpusie oficerów żandarmerii. W marcu 1925 roku w Toruniu urodziła mu się córka.
22 stycznia 1927 roku został przeniesiony służbowo do Powiatowej Komendy Uzupełnień Toruń na okres sześciu miesięcy. 17 marca 1927 roku został przeniesiony do kadry oficerów żandarmerii z pozostawieniem na przeniesieniu służbowym w PKU Toruń. 26 września 1927 roku został przydzielony do Powiatowej Komendy Uzupełnień Starogard na stanowisko kierownika I Referatu Administracji Rezerw. 31 października 1927 roku został przeniesiony z korpusu oficerów żandarmerii do korpusu oficerów piechoty w stopniu majora ze starszeństwem z dniem 1 czerwca 1919 roku i 134,6 lokatą z jednoczesnym przeniesieniem do kadry oficerów piechoty i pozostawieniem na dotychczasowym stanowisku. 14 lutego 1929 roku został zwolniony z zajmowanego stanowiska służbowego i pozostawiony bez przynależności służbowej z równoczesnym oddaniem do dyspozycji dowódcy Okręgu Korpusu Nr VIII. Z dniem 31 sierpnia 1929 roku został przeniesiony w stan spoczynku.
W 1934 roku, jako major ze starszeństwem z dniem 1 czerwca 1919 roku i 75. lokatą w korpusie oficerów stanu spoczynku piechoty, pozostawał w ewidencji Powiatowej Komendy Uzupełnień Nowy Sącz. Posiadał przydział do Oficerskiej Kadry Okręgowej Nr V. Był wówczas „przewidziany do użycia w czasie wojny”. Razem z żoną Heleną mieszkał w Nowym Sączu przy ulicy Naściszowskiej 36, w domu zaprojektowanym przez W. Wiktora w 1930 roku. Był członkiem Stronnictwa Narodowego w Nowym Sączu. W Wielki Piątek 19 kwietnia 1935 roku funkcjonariusze Policji Państwowej przeprowadzili w jego mieszkaniu szczegółową rewizję, w poszukiwaniu nielegalnych ulotek antyżydowskich . W 1936 roku posiadał samochód osobowy o numerze rejestracyjnym KR 96379, który podlegał świadczeniu na rzecz wojska w czasie pokoju .
W czasie II wojny światowej przebywał na terytorium ówczesnego Generalnego Gubernatorstwa, otrzymał status Reichsdeutschera i wstąpił do Policji Polskiej Generalnego Gubernatorstwa. Został komendantem Szkoły Policyjnej, która została utworzona 1 października 1941 roku w Nowym Sączu. Występował w stopniu majora Ordnungspolizei . 9 kwietnia 1941 roku miał się bezpośrednio przyczynić do aresztowania pułkownika Wojciecha Piaseckiego.

## Ordery i odznaczenia
- Krzyż Walecznych[25]
- Medal Międzysojuszniczy „Médaille Interalliée”[25]
- Brązowy Medal Zasługi Wojskowej na czerwonej wstążce Krzyża Zasługi Wojskowej z mieczami[6]
- Krzyż Jubileuszowy Wojskowy[4]
- Krzyż Pamiątkowy Mobilizacji 1912–1913 (niem. Erinnerungskreuz an den Mobilisierung 1912-1913)[6]